# Airole
Airole es una comune italiana de la provincia de Imperia, en Liguria. Tiene una población estimada, a fines de julio de 2021, de 354 habitantes.

## Evolución demográfica
| Gráfica de evolución demográfica de Airole entre 1861 y 2021 |
|                                                              |
| Fuente ISTAT - elaboración gráfica de Wikipedia              |